# Nyża w Siodłowej Turni

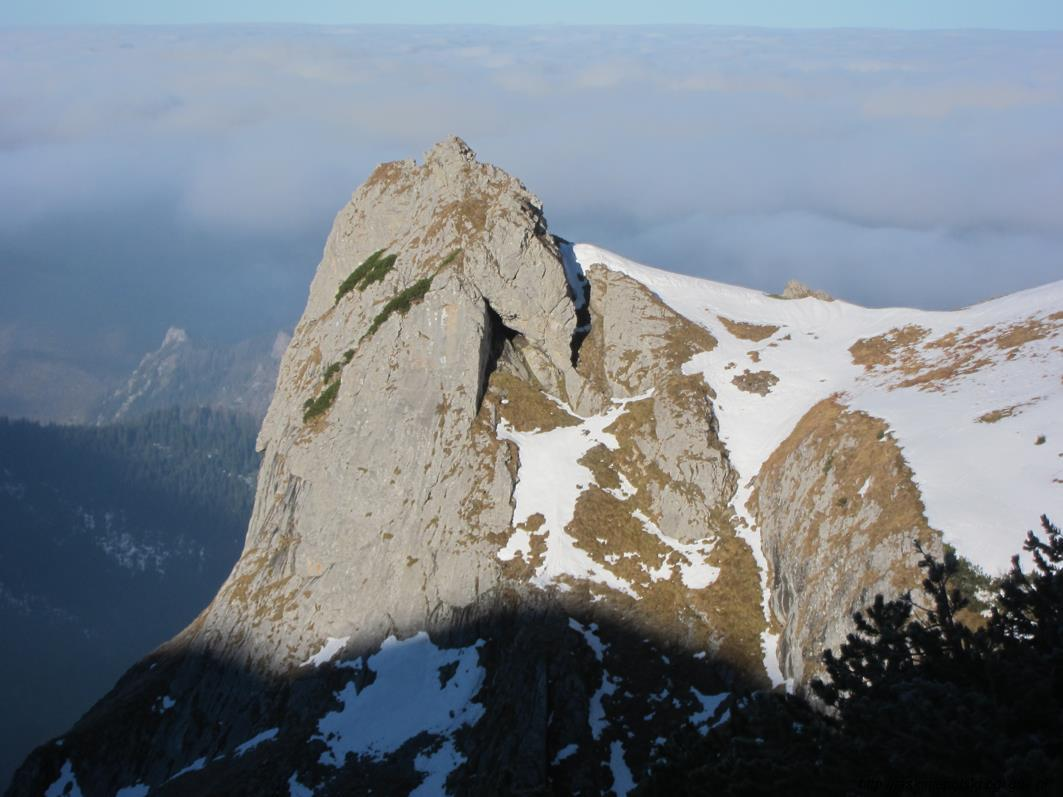
Otwór jaskini

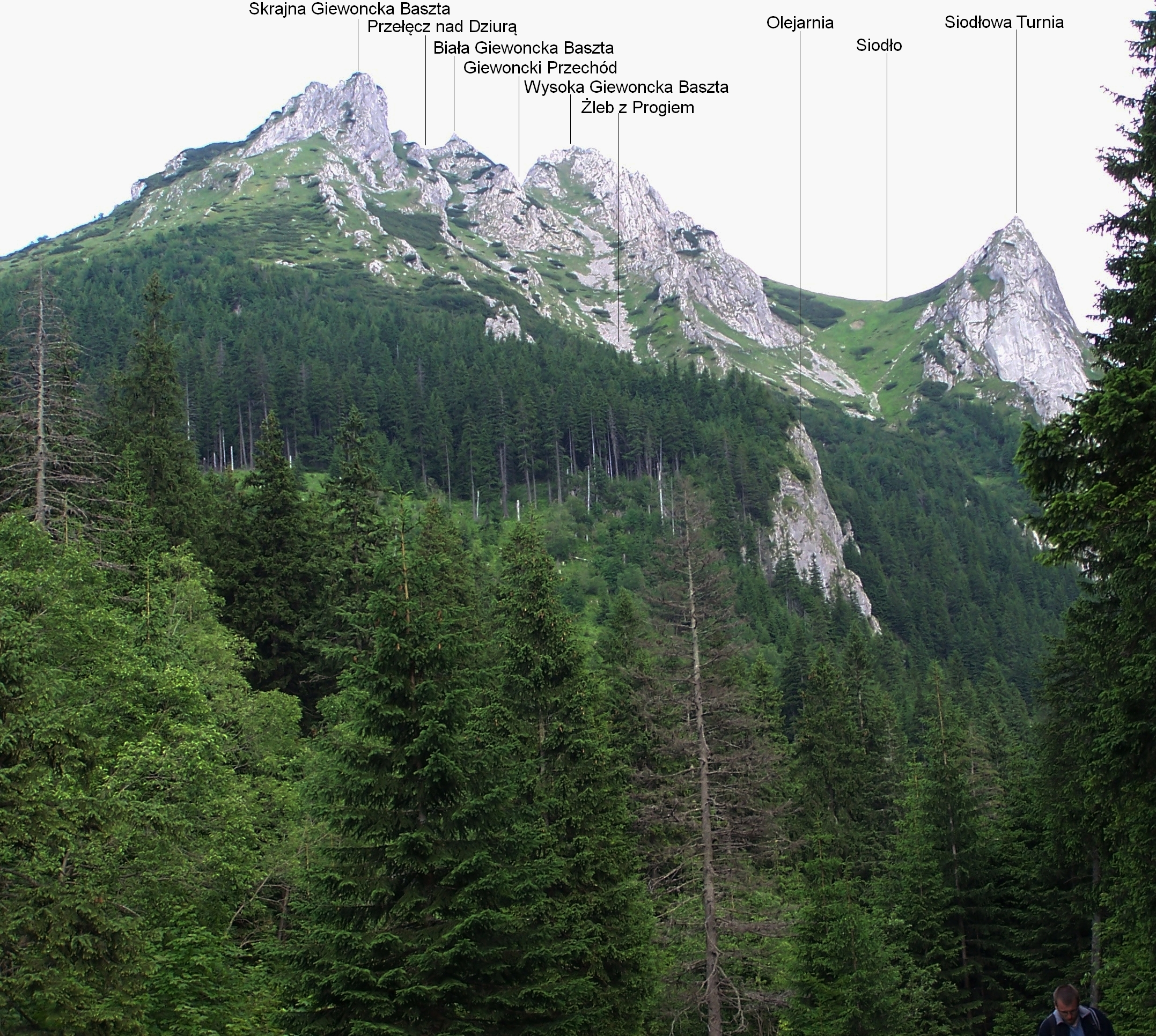
Widok z Doliny Małej Łąki. Na prawo Siodłowa Turnia

Nyża w Siodłowej Turni – jaskinia, a właściwie schronisko, w Dolinie Małej Łąki w Tatrach Zachodnich. Wejście do niej położone jest pod szczytem Siodłowej Turni na wysokości 1637 m n.p.m. Długość jaskini wynosi 13 metrów, a jej deniwelacja 1,5 metra.

## Opis jaskini
Jaskinię stanowi duża, szczelinowa nyża zaczynająca się w wielkim otworze wejściowym.

## Przyroda
W jaskini brak jest nacieków. Na ścianach rosną mchy, glony i porosty.

## Historia odkryć
Jaskinia była znana od dawna. Jej pierwszy plan i opis sporządziła I. Luty przy pomocy M. Różyczki i A. Gajewskiego w 2001 roku.